# La Vinyeta (Sant Pere de Torelló)
La Vinyeta és una masia de Sant Pere de Torelló (Osona) inclosa a l'Inventari del Patrimoni Arquitectònic de Catalunya.

## Descripció
Edifici civil. Masia construïda aprofitant el desnivell del terreny, en alguns sectors es troba damunt la pedra viva, fent desnivells inclús a l'interior. Es distingeixen dos cossos rectangulars amb la façana orientada a ponent. Aquesta es troba al cos esquerre, més alt que l'altre. Presenta un portal rectangular amb una finestra al damunt i una espiera. Adossat a la part esquerra de l'edificació i formant angle recte amb aquest cos, hi ha un cobert sostingut per pilars de pedra per sota del qual s'accedeix a la part de tramuntana del mas. A migdia s'obren tres balcons a nivell del primer pis. És construïda bàsicament amb tàpia i pedra. Està gairebé tota arrebossada.

## Història
Es troba al peu de la serralada de Curull, prop de l'antic camí de Sant Pere de Torelló i de la domus del Vilar o de la Vinyeta, que fou una fortalesa militar.
Encara que els seus orígens probablement siguin més antics, es troba registrat al fogatge de 1553 de la parròquia i terme de la Vola i Curull. Aleshores habitava el mas PERE VINYETA.
Segons les dades constructives fou ampliat i reforma al segle xviii i XVII.